# Нелидов, Гавриил
Гаврии́л Нели́дов — воевода.
В 1472 участвовал в Чердынском походе на Пермь Великую под руководством воеводы князя Фёдора Давыдовича Пёстрого. Послан князем в Нижнюю землю Великопермского княжества, где овладел Искором, Уросом, Покчей и Чердынью и пленил пермского князя Михаила Ермолаевича, отправленного позже в Москву.